# Ravenheart
Canción  de Metal interpretada por Xandria, grupo Alemán de metal sinfónico, el cual ha cambiado en un número amplio de ocasiones a sus vocalistas. La canción forma parte de sus álbum debut homónimo del año 2004 

### 2004: Ravenheart y Eversleeping[1]
La nueva grabación ocurrió en dos pequeñas sesiones (por no decir de paso), y el sencillo fue estrenado el 11 de octubre de 2004, y llegó a las tablas de audiencia por dos semanas. La balada "Eversleeping" del álbum "Ravenheart" gozó de mucha popularidad dentro de los seguidores, y esa fue la idea de la banda y la discográfica de estrenar esta canción como un sencillo en otoño justo antes de la gira que seguiría al álbum. Para infundir más presencia de la banda dentro de la canción para el video y sobre todo, para tocarlo en directo, una vez más entrarían al estudio del productor José Álvarez-Brill en Bélgica para grabar una versión ligeramente modificada. Baterías discretas y guitarras fueron adicionadas a los sonidos puros del piano y cuerdas de la versión del álbum. Encima de eso, tres canciones adicionales fueron grabadas para ofrecer a los seguidores algo por el dinero al comprar su sencillo. Y así que, con cinco pistas en él, actualmente se convirtió en un E.P. Las canciones. 'Drown in me': exclusivamente escrita para el sencillo, y representa el lado moderno de la banda. 'Pure' es una balada encantadora que Lisa escribió hace mucho, la cual, no fue incluida finalmente en el álbum. Y 'So Sweet' es una nueva grabación de una antigua canción del demo de 1997.

Con Ravenheart, Xandria se dio a conocer rápidamente dentro la escena Gótica por el título de la canción (corazón de cuervo) y el video con el cual tocaron los corazones de muchos nuevos oyentes. Grabado y mezclado en el estudio Belga del productor José Álvarez-Brill (Wolfsheim, entre otros), en los meses de diciembre de 2003 a febrero de 2004. Un álbum con muchas facetas entró en existencia: junto con el productor la banda probó muchas nuevas cosas como impresionantes arreglos orquestales, modernos riffs de guitarras y muestras rítmicas. Comenta Marco:
"No quisimos permanecer quietos, después de la gira tras el debut, tuve muchas ideas y quería probar muchas cosas. El álbum debut fue como un punto de partida sobre la base del cual, nuevos territorios pueden ser abiertos y más allá, los sueños musicales pueden realizarse hoy.
Así que no solo el nuevo sonido que fue posible hacer con la experiencia adquirida y la ayuda del nuevo productor fue algo atractivo y nuevo, pero en conexión con el entusiasmo por elementos de banda sonora, como por ejemplo "Some like it cold", el cual debería sonar como el título de una canción de James Bond También el nuevo trabajo en este álbum son canciones que escribí junto con Lisa más que para las del debut.

También hay una canción escrita por el bajista en el álbum –su despedida– por así decirlo, ya que dejó la banda justo después de la grabación"
El 24 de mayo de 2004, un año después de "Kill the sun", "Ravenheart" fue estrenado y además muy buenas críticas vinieron de nuevo, e incluso el álbum entró a las listas de popularidad todavía más alto que el debut: número 36, y considerando todo se quedó en el top 100 por siete semanas. Éxito que impresionó mucho a la banda, al ser un álbum con muchas ideas distinta

Dicha canción tiene un vídeo oficial en YouTube el cual ya cuenta con cientos de miles de visitas